# Grand Journans
Pour les articles homonymes, voir Journans (homonymie).
Le Journans ou Grand Journans est un cours d'eau (torrent puis rivière) français du département de l'Ain en région Auvergne-Rhône-Alpes, affluent du Lion et donc sous-affluent du Rhône par l'Allondon.
Dénommé Journans dans sa traversée de Gex et de Cessy, il prend l'appellation de Grand Journans lorsqu'il atteint Segny pour être différencié de son affluent le Petit Journans qui prend naissance dans cette commune. Après avoir traversé Chevry, il rejoint le Lion à Saint-Genis-Pouilly.

## Parcours
Son tracé commence tout en haut de la combe du Creux de l'Envers à plus de 1 000 m d'altitude, il a alors les caractéristiques d'un torrent. Il reçoit rapidement les eaux de plusieurs autres torrents des alentours et parcourt la combe du Creux de l'Envers dans toute sa longueur. Il en sort en traversant la cluse des Portes Sarrazines..
Il descend ensuite toute la combe de Gex.
En passant par Gex, son environnement change alors de celui d'un cours d'eau montagnard à celui d'un cours d'eau de plaine, jusqu'à son confluent avec le Lion.

### Communes traversées
Le cours d'eau traverse successivement les communes de Gex, Cessy, Segny, Chevry, et Saint-Genis-Pouilly. Dans sa traversée de Cessy et de Segny, il longe le territoire d'Échenevex sur environ 1 km.

## Affluents
Les principaux affluents du Grand Journans sont :
- le torrent du Puits d'Enfer ;
- le torrent de Marpeyre ;
- la Varfeuille ;
- le bief de Janvoui.

## Histoire
Au niveau de Gex, des tanneries utilisaient les eaux du Journans, pour le traitement des cuirs, la proximité des forêts fournissant l'écorce d'arbre pour les produits de traitements. Mais le régime des eaux obligeait les tanneries à s'arrêter de fonctionner pendant 4 mois par an. La dernière de ces tanneries n'a pas survécu à la crise de 1929.

## Aménagements et écologie
Aux environs de Veraz, sur la commune de Chevry, la qualité des eaux du Journans permet le fonctionnement d'un élevage piscicole.